# Heinz Schultz-Koernig
Heinz Schultz-Koernig (* 21. August 1945 in Gmunden; † 8. Februar 2020 in Oberkirch) war ein deutscher Künstler. Seine Arbeiten umfassten Skizzen, Zeichnungen, Druckgrafiken und Malerei.

## Leben
Die Eltern Schultz-Koernigs kamen aus Pommern und wurden infolge der Kriegswirren nach Gmunden verschlagen, wo Heinz Schultz-Koernig am 21. August 1945 (nach eigenen Angaben in einem ehemaligen Konzentrationslager) geboren wurde. Seine Jugend verbrachte er in Mönchengladbach, wo er zunächst in einer Freien Jungenschaft und später beim Nerother Wandervogel Anschluss an die Jugendbewegung fand. Sein Fahrtenname Pünzel ist ein Wortspiel aus den Worten Ränzel und Pinsel.
Schultz-Koernig studierte zunächst ein Jahr 1966–1967 an der Werkkunstschule Krefeld, und von 1967 bis 1972 an der Akademie der Bildenden Künste in Karlsruhe bei Peter Herkenrath und Albrecht von Hancke. An den Universitäten Köln und Karlsruhe folgten Studien in Kunstgeschichte. In Karlsruhe lernte er seine spätere Frau Adelheid kennen. Aus der Ehe gingen zwei Kinder hervor. Ab 1973 arbeitete er bis zu seiner Pensionierung am Hans-Furler-Gymnasium in Oberkirch als Kunsterzieher ohne weiteres Unterrichtsfach. Seine pädagogische Arbeit war ausschlaggebend dafür, dass Kunst als Abiturfach im Hans-Furler-Gymnasium etabliert wurde.
Schultz-Koernig begleitete ehrenamtlich über Jahrzehnte die Kunstgruppe „Wenn die Seele spricht“ in der Reha Offenburg, Gesellschaft zur Förderung Psychisch Kranker mbH.
Heinz Schultz-Koernig starb überraschend im Alter von 74 Jahren an zwei Herzinfarkten in kurzer Folge.

## Künstlerische Preise
Schultz-Koernig gewann 1989 den Eisenturm-Preis für Hochdruck in Mainz und war langjähriges Mitglied der internationalen Holzschneidervereinigung Xylon sowie im Künstlerkreis Ortenau. Das erste gemeinsame Werk von Schultz-Koernig sowie weiterer sechs Oberkircher Künstler und des Sagenerzählers Willi Keller war die Herausgabe der Grafikmappe „Renchtäler Sagen“ 1982.

## Ausstellungen
Schultz-Koernig beteiligte sich regelmäßig bei Ausstellungen und Benefiz-Veranstaltungen rund um Oberkirch. Zum Beispiel waren 2011 seine Bilder im Ärztezentrum Oberkirch ausgestellt. Als Dauerausstellung finden sich seine Drucke seit der Eröffnung 2010 in der Mediathek Oberkirch. An der Schauenburg sowie in den Rheinauen stehen große Plakatwände der Oberkircher Künstler, darunter auch Arbeiten von Schultz-Koernig.
Weitere regelmäßige Ausstellungen waren beispielsweise die von Jutta Spinner (1946–2013) organisierten Charity-Ausstellungen in der ehemaligen Burda-Druckerei. Für den Lions Club fertigte er mehrere Motive für die Adventskalenderaktion an. Als Kurator betreute er 2016 die Ausstellung von Svenja Bohnert. und 2019 von Rudi Szameit Sein letzter öffentlicher Auftritt war die Eröffnung der Jahresausstellung „Kunst hilft VII“ im Januar 2020. Auch diese Aktion hatte Schultz-Koernig von Anfang an durch sein Engagement mitgeprägt.
Ausstellung „Bilder aus 30 Jahren“ 7. November 2019 bis 20. Dezember 2019 im Kunstverein Offenburg
Gedenkausstellung 31. Januar 2022 bis 27. März 2022 im Alten Rathaus Oberkirch, Kurator Manfred Grommelt